# Сіґрірур Аштільдур Андерсен
Сіґрірур Аштільдур Андерсен (нар. 21 листопада 1971) — ісландська політична діячка і юристка, яка працювала міністеркою юстиції Ісландії з 2017 по 2019 рік. Вона подала у відставку з посади міністра юстиції після того, як Європейський суд з прав людини визнав призначення її суддів апеляційним судом Ісландії незаконним.
Вона є членом ісландського парламенту (Альтинг) від Партії незалежності з 2015 року.

## Освіта та кар’єра
Сіґрірур закінчила Рейк'явіцький молодший коледж у 1991 році, вивчала право в Університеті Ісландії та стала адвокаткою у 2001 році  З 1999–2005 рр. Працювала адвокаткою в Ісландській торговій палаті, у 2004–2009 рр. Працювала в Раді окружних судів, а потім у 2007–2015 рр. Працювала в приватній юридичній фірмі.
Недовго вона була депутаткою парламенту від Партії незалежності у 2008 році та протягом кількох місяців у 2012–2015 роках. Потім вона стала обраною членкинею парламенту 2015 року.

## Суперечки
Під час перебування на посаді міністра юстиції Сіґрірур була суперечливою фігурою. Вона зіграла ключову роль в суперечці, пов'язаній з відновленням честі засудженого сексуального злочинця щодо дітей, що призвело до розпуску Кабінету міністрів Ісландії під керівництвом прем'єр-міністра Б'ярні Бенедіктссона у 2017 році.
У 2017 році вона не дотрималася порад спеціального комітету з переліку найбільш кваліфікованих суддів новоствореного апеляційного суду Ісландії, а замість цього обрала 4 з них, включаючи дружину парламентарія від Партії незалежності Брінджара Нільсонса. 12 березня 2019 року Європейський суд з прав людини постановив, що призначення незаконне. 13 березня 2019 року, після ухвали, Сіґрірур заявила, що подасть у відставку з посади міністра юстиції.

## Зовнішні посилання
- Життєпис Сігрідур А. Андерсен на вебсайті парламенту (ісландська)
- Офіційний вебсайт